# Banzkow
Banzkow ist eine Gemeinde im Landkreis Ludwigslust-Parchim in Mecklenburg-Vorpommern (Deutschland). Sie wird vom Amt Crivitz mit Sitz in Crivitz verwaltet.

## Geografie

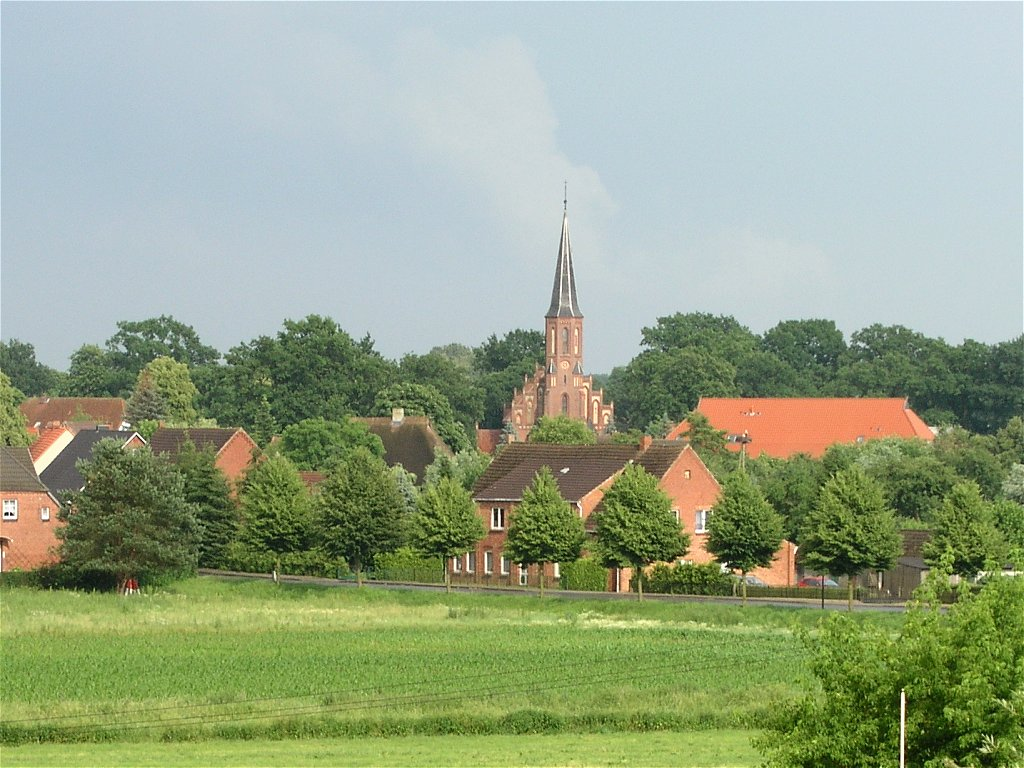
Blick auf Banzkow von Westen

Banzkow liegt 15 Kilometer südlich von Schwerin. Durch die Gemeinde fließt die Stör-Wasserstraße. Diese verbindet den Schweriner See über die Müritz-Elde-Wasserstraße mit der Müritz und der Elbe. Die Banzkower Schleuse im Verlauf des Kanals regelt neben dem Wehr an seinem nördlichen Abfluss den Wasserstand des Schweriner Sees. Die Schleuse wird vom Mühlengraben umgangen. Von diesem zweigt der Neue Kanal ab. Das Gelände erreicht im Nordwesten Höhen bis zu 56,2 m ü. HN. Die Gemeinde liegt im Landschaftsschutzgebiet Lewitz. Südlich des Ortes Banzkow befindet sich das Feuchtgebiet Mirower Torfmoor.
Zur Gemeinde gehören die Ortsteile Banzkow, Goldenstädt, Jamel und Mirow.

## Geschichte
Banzkow wurde erstmals am 31. Oktober 1300 als Bancekowe erwähnt. Weitere Namensformen sind Banscekowe (1327) und Bantzekowe (1350). Der Name bezieht sich auf den slawischen Lokator des Ortes und bedeutet Ort des Bąček.

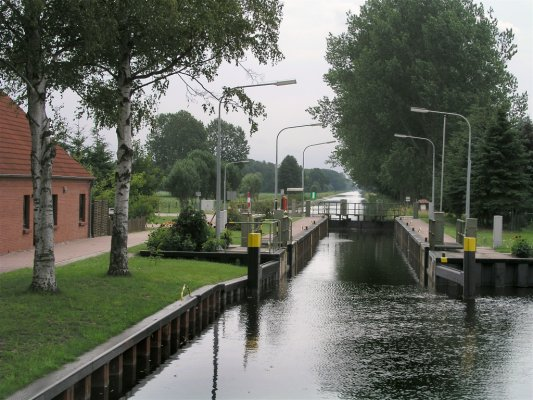
Schleuse im Verlauf der Stör-Wasserstraße

Seit dem Jahr 1337 gab es in Banzkow eine Wassermühle, wovon noch heute der Mühlengraben, ein Seitenarm der Stör-Wasserstraße, zeugt. 1534 wurde eine Brücke über die Stör gebaut. Hier entlang führte früher eine wichtige Handelsstraße nach Hamburg, die noch heute Hamburger Frachtweg genannt wird. Für die Überquerung der Stör wurden Zölle erhoben. Die 1566 fertiggestellte Hauptschleuse wurde mehrfach umgebaut und 1926 neu errichtet. Bediener der Schleuse war bis 1856 der Wassermüller, der den Wasserstau und den Ablauf über den Mühlengraben zum Betrieb seiner Mühle benötigte. Während der Schleusung von Schiffen stand das Wasserrad still.

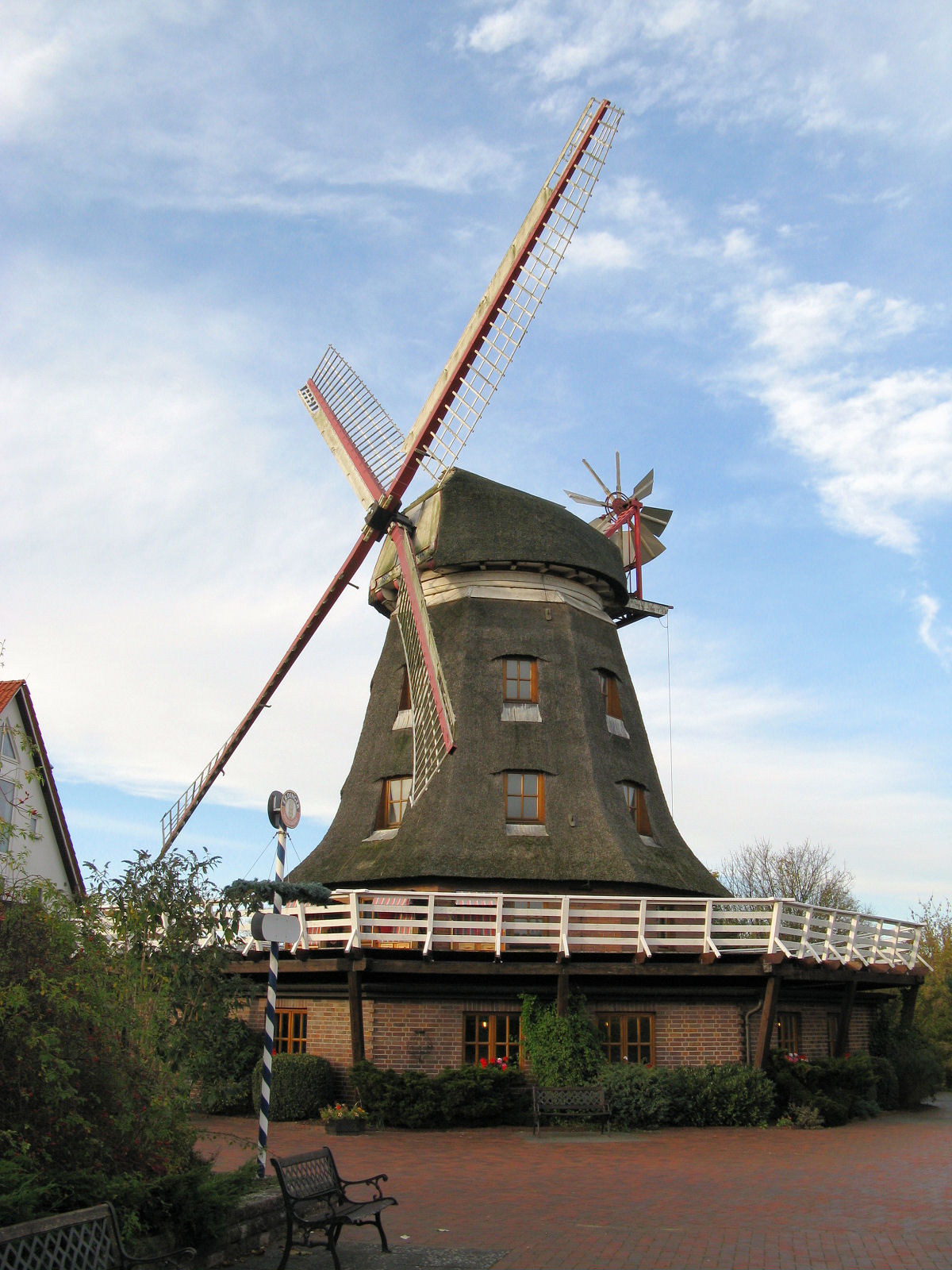
Banzkower Mühle von 1874

Der Holzreichtum brachte es mit sich, dass Banzkow als ein Dorf der Schnitzer und Drechsler bekannt wurde. Ursprünglich gehörte Banzkow dem Grafen von Schwerin, ab 1433 zur Landesdomäne. Bis ins 16. Jahrhundert hatte auch das Kloster Zarrentin verschiedene Anrechte. 1760 wurde eine Bockwindmühle in Banzkow errichtet, 1872 die neugotische Backsteinkirche. Die heute auch im Wappen verewigte Galerieholländerwindmühle stammt aus dem Jahr 1874. Die Kirche wurde  von Theodor Krüger an der Stelle eines Vorgängerbaus entworfen und 1875 geweiht.
Der Banzkower Carnevalsclub „Grün-Gold“ e. V. (BCC) wurde 1953 gegründet und gilt damit als drittältester Karnevalsverein Mecklenburg-Vorpommerns (im KLMV).
Am 29. Juni 2007 wurde bei einer feierlichen Auswertung des Wettbewerbes „Unser Dorf hat Zukunft – Unser Dorf soll schöner werden“ in Mecklenburg-Vorpommern durch den Ministerpräsidenten Harald Ringstorff Vertretern der Gemeinde Banzkow der mit 30.000 Euro dotierte Erste Preis überreicht. Beim Bundeswettbewerb „Unser Dorf hat Zukunft“, an dem insgesamt 3625 Gemeinden teilnahmen, konnte Banzkow eine der acht Goldmedaillen erringen. Der Preis wurde im Januar 2008 auf der Grünen Woche in Berlin durch den damaligen Bundesminister Horst Seehofer übergeben. Im selben Jahr veranstaltete Banzkow das „Landeserntefest“. Beim europaweiten Wettbewerb Entente Florale Europe im Jahr 2010 errang Banzkow die Silbermedaille.
Banzkow war von 1992 bis 2013 Sitz des Amtes Banzkow, das durch eine Ämterfusion zum 1. Januar 2014 aufgelöst wurde. Das neu gebildete Amt Crivitz betreibt ein Bürgerbüro in Banzkow.
Zeitgleich mit den in Mecklenburg-Vorpommern stattgefundenen Kommunalwahlen am 7. Juni 2009 wurde die ehemals eigenständige Gemeinde Goldenstädt mit dem Ortsteil Jamel nach Banzkow eingemeindet.
Der Ortsteil Mirow wurde 1270 erstmals urkundlich erwähnt. In seinem Ortsbild haben sich niederdeutsche Hallenhäuser sowie die neugotische Kirche erhalten. Die Dorfstraße wird von einer ansehnlichen Lindenallee begleitet.

## Bevölkerung
| Jahr | Einwohner |
| ---- | --------- |
| 1990 | 1566      |
| 1995 | 1822      |
| 2000 | 2289      |
| 2005 | 2162      |
| 2010 | 2718      |
| 2015 | 2746      |

| Jahr | Einwohner |
| ---- | --------- |
| 2020 | 2795      |
| 2021 | 2797      |
| 2022 | 2776      |
| 2023 | 2760      |

Stand: 31. Dezember des jeweiligen Jahres

## Politik

### Gemeindevertretung
Die Gemeindevertretung von Banzkow besteht aus 12 Mitgliedern. Die Kommunalwahl am 9. Juni 2024 führte bei einer Wahlbeteiligung von 74,6 % zu folgendem Ergebnis:
| Partei / Wählergruppe                | Stimmenanteil 2019 | Sitze 2019 |  | Stimmenanteil 2024 | Sitze 2024 |
| ------------------------------------ | ------------------ | ---------- |  | ------------------ | ---------- |
| Freie Wählergemeinschaft BA/MI/JA/GO | 23,9 %             | 3          |  | 61,0 %             | 7          |
| Die Linke                            | 39,6 %             | 5          |  | 26,2 %             | 3          |
| CDU                                  | 21,0 %             | 2          |  | 06,7 %             | 1          |
| Einzelbewerberin Anja Zogall         | –                  | –          |  | 03,2 %             | 1          |
| Einzelbewerber Detlef Fromm          | –                  | –          |  | 02,9 %             | –          |
| Einzelbewerber Guido Klüver          | 13,0 %             | 1          |  | –                  | –          |
| Einzelbewerberin Barbara Ritschel    | 02,5 %             | –          |  | –                  | –          |
| Insgesamt                            | 100 %              | 11         |  | 100 %              | 12         |

Bei der Wahl 2019 entfielen auf den Einzelbewerber Guido Klüver entsprechend seinem Stimmenanteil zwei Sitze. Daher blieb in der Gemeindevertretung ein Sitz unbesetzt.

### Bürgermeister
- 1950: Heinrich Vick, Hermann Müller
- 1951: M. Kaiser
- 1951–März 1953: Johann Damm
- März 1953–April 1956: Erich Winkler
- April 1956–Juli 1959: Bruno Mittag
- Juli 1959–April 1965: Willi Cammin
- April 1965–Mai 1969: Heinrich Vick
- Mai 1969–Dezember 1979: Gerda Koltermann
- September 1978–März 1984: Karl Friedrich Böthfuer
- April 1984–Dezember 1991: Wilfried Bröcker
- Januar 1992–Juni 1992: Gertlinde Kral
- Juni 1992–Juni 2009: Solveig Leo
- Juni 2009–Mai 2019: Irina Berg
- 2019–2024: Ralf Michalski
- seit 2024: Guido Klüver

Michalski wurde am 26. Mai 2019 mit 76,6 % der gültigen Stimmen zum Bürgermeister gewählt. Am 9. Juni 2024 wurde Klüver mit 51,5 % der gültigen Stimmen zu seinem Nachfolger gewählt. Seine Amtsdauer beträgt fünf Jahre.

### Wappen
| Wappen von Banzkow | Blasonierung: „In Grün über goldenem Wellenschildfuß eine goldene Holländerwindmühle, begleitet beiderseits von einem goldenen Lindenblatt.“ |
| Wappen von Banzkow | Wappenbegründung: Als zentraler Bestandteil des Wappens wurde eine Windmühle gewählt, da die Existenz mehrerer Mühlen seit dem Mittelalter nachgewiesen und die noch heute existierende Galerieholländerwindmühle Wahrzeichen des Ortes ist. Mit dem Wellenschildfuß wird die Stör-Wasserstraße symbolisiert und die Lindenblätter verweisen auf die von Linden gesäumte Ortsdurchfahrt durch den Ortsteil Mirow. Das Wappen wurde von dem Schweriner Heraldiker Karl-Heinz Steinbruch gestaltet. Es wurde am 2. August 2000 durch das Ministerium des Innern genehmigt und unter der Nr. 220 der Wappenrolle des Landes Mecklenburg-Vorpommern registriert. |

### Flagge
Die Gemeinde verfügt über keine amtlich genehmigte Flagge.

### Dienstsiegel
Das Dienstsiegel zeigt das Gemeindewappen mit der Umschrift „GEMEINDE BANZKOW“.

## Sehenswürdigkeiten

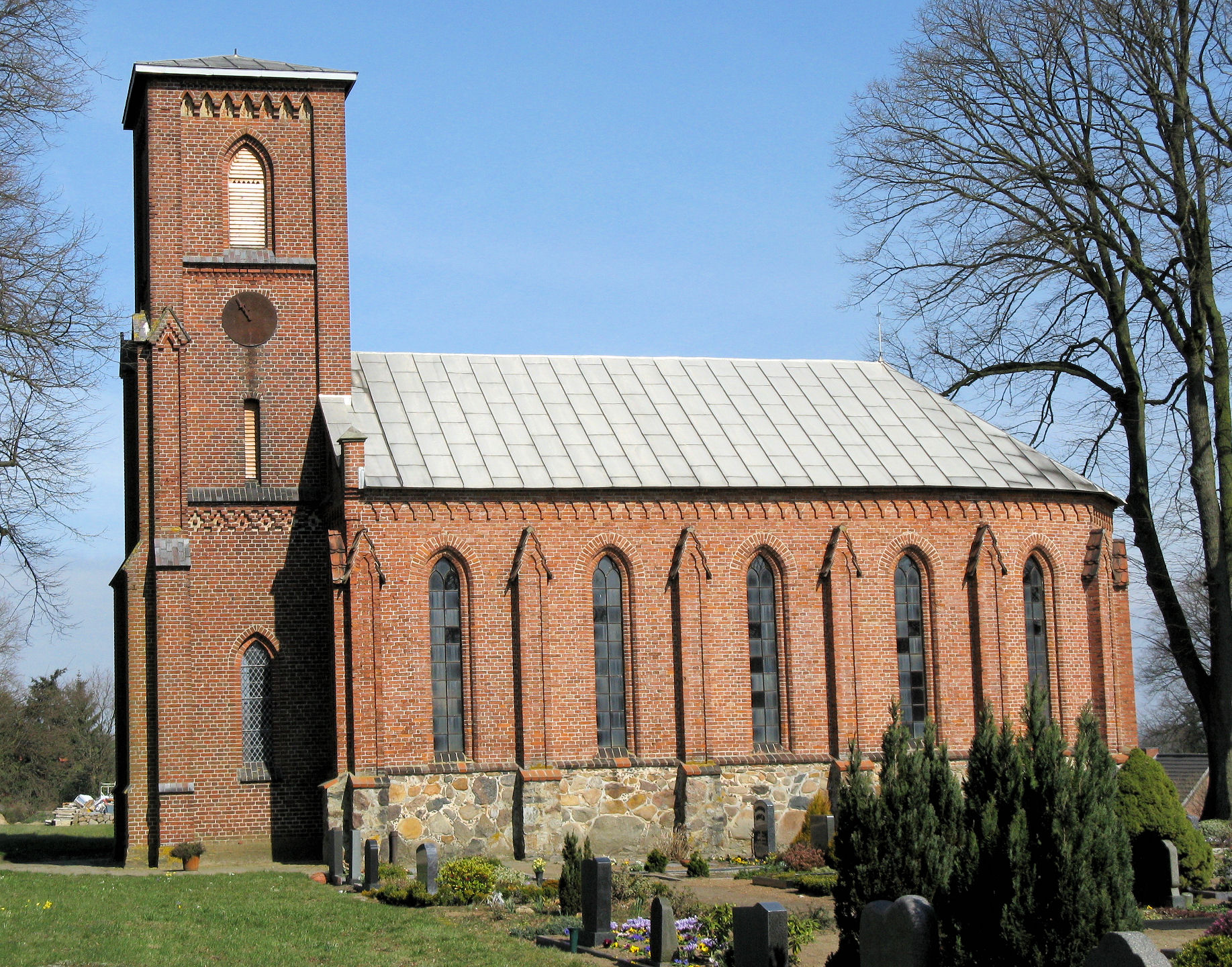
Dorfkirche Mirow

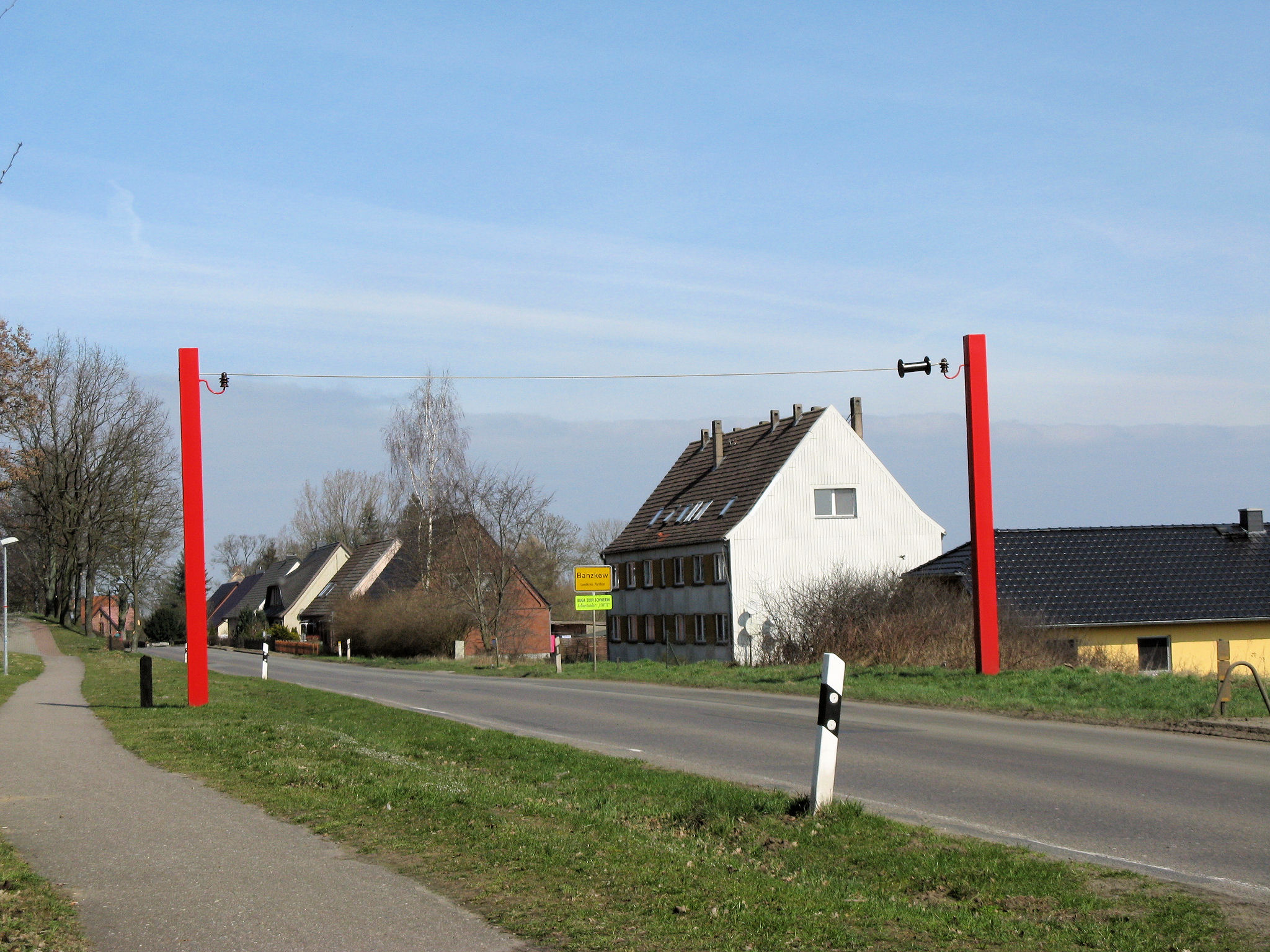
Weidezaun-Skulptur

- Dorfkirche Banzkow: Neugotische Saalkirche aus Backstein von 1875 nach Plänen von Theodor Krüger mit einschiffigem, vierjochigem Langhaus mit Treppengiebel, eingezogenem Chor (Architektur) mit 5/8-Schluss sowie dem Westturm mit achteckigem Oberteil und Spitzhelm.
- Dorfkirche Mirow: Neugotischer Backsteinbau von 1842 auf dem Feldsteinsockel der Vorgängerkirche vom 13. Jahrhundert nach Plänen von Ludwig Bartning mit einem Westturm von 1883, der früher einen Spitzhelm hatte.
- Dorfkirche Goldenstädt: Gotischer, einfacher Saalbau als Wehrkirche, vermutlich aus dem 13. Jahrhundert.
- Banzkower Mühle: Galerieholländermühle von 1874; im Wappen enthaltenes Wahrzeichen des Dorfes.
- Schleuse von 1950 in der Stör-Wasserstraße von 1711.
- Störtal-Museum-Banzkow von 2000 im Souterrain des Trend-Hotels.
- Niederdeutsche Hallenhäuser in Banzkow und Mirow.
- Forsthof Jamel von 1860; heute Ferienwohnung und kulturelle Veranstaltungsstätte.
- Landschaftsschutzgebiet Lewitz.
- Banzkower Ortseingänge, im Jahr 2007 zusammen mit Studenten der Hochschule Wismar gestaltet. Der von der Gemeindevertretung im Rahmen eines Wettbewerbs ausgewählte Entwurf des damaligen Architekturstudenten Ralf Möller wurde schließlich realisiert.[17] Es handelt sich um Kunstobjekte im Stil der Pop Art.
Ein stilisierter Weidezaun mit Torgriff, der die Straße aus Richtung Mirow und aus Richtung Hasenhäge überspannt, ist ein Türband. Der Weidezaun vermittelt die Verbundenheit der Dorfgeschichte mit der Viehzucht und Weidewirtschaft, das Türband weist auf die Schmiedekunst hin. Aus Richtung Sukow wurde ein Modell eines Chipkartenlesers aufgestellt, das symbolisch für den neueren Teil Banzkows steht. Die Zufahrt aus Richtung Plate wird durch ein geöffnetes Dorftor verziert, das auf den Dorfkern mit seinen alten Höfen hindeuten soll.
- Büdnerei (Am Neddelrad 2), gebaut 1903 mit Restposten hell- und dunkelgebrannter Klinker vom Bau des Schlosses Wiligrad mit Terrakotta-Abbildung von Herzog Johann Albrecht.[18]

## Verkehr
Die Landesstraße 72 (ehemals Bundesstraße 106) führt durch den Südwesten der Gemeinde. Die Bundesautobahn 14 verläuft direkt durch das Gemeindegebiet, ist aber bis zur Einrichtung der geplanten Anschlussstelle Schwerin-Süd nur über die Anschlussstelle Schwerin-Ost (18 km entfernt) erreichbar. Die Anschlussstelle Wöbbelin der südlich der Gemeinde verlaufenden Bundesautobahn 24 befindet sich in etwa 13 Kilometern Entfernung. Etwas nördlich des Gemeindegebietes verläuft die Bahnstrecke Schwerin–Parchim, von der aus die Züge der Ostseeland-Verkehr GmbH nach Parchim und Rehna verkehren. Ein Bahnhof befindet sich in Plate.

## Dokumentarfilm
Der DEFA-Dokumentarfilm Solveig bläst Trompete (Regie: Jürgen Clasen, 1987/88) porträtiert die Banzkower Einwohnerin Solveig Leo und zeigt Aufnahmen des Ortes.